# Conty
Conty là một xã thuộc tỉnh Somme trong vùng Hauts-de-France miền bắc nước Pháp.

## Dân số
| Năm | 1936 | 1946 | 1954 | 1962 | 1968 | 1975 | 1982 | 1990 | 1999 | 2006 |
| --- | ---- | ---- | ---- | ---- | ---- | ---- | ---- | ---- | ---- | ---- |
| Dân số | 1267 | 1392 | 1373 | 1463 | 1512 | 1554 | 1434 | 1541 | 1659 | 1762 |
| From the year 1962 on: No double counting—residents of multiple communes (e.g. students and military personnel) are counted only once. |      |      |      |      |      |      |      |      |      |      |